# Odbojka na Poletnih olimpijskih igrah 2012
Odbojka na Poletnih olimpijskih igrah 2012. Tekmovanja so potekala v dvoranski odbojki v kategorijah moških in žensk ter v odbojki na mivki v kategorijah moških in ženskih dvojic.

## Dobitniki medalj

### Dvoranska odbojka
| Kategorija | Zlato | Srebro | Bron |
| Moški      | RusijaNikolaj Apalikov · Taras Htej · Sergej Grankin · Sergej Tetjuhin · Aleksander Sokolov · Jurij Berežko · Aleksander Butko · Dimitrij Muserski · Dimitrij Ilinih · Maksim Mihajlov · Aleksander Volkov · Aleksej Območajev  | BrazilijaBruno Rezende · Wallace de Souza · Sidão · Leandro Vissotto · Giba · Murilo Endres · Sérgio Santos · Thiago Soares Alves · Rodrigão · Lucão · Ricardo Garcia · Dante Amaral                                   | ItalijaCristian Savani · Luigi Mastrangelo · Simone Parodi · Samuele Papi · Michal Lasko · Ivan Zaytsev · Dante Boninfante · Dragan Travica · Alessandro Fei · Emanuele Birarelli · Andrea Bari · Andrea Giovi |
| Ženske     | BrazilijaFabiana Claudino · Dani Lins · Paula Pequeno · Adenízia da Silva · Thaísa Menezes · Jaqueline Carvalho · Fernanda Ferreira · Tandara Caixeta · Natália Pereira · Sheilla Castro · Fabiana de Oliveira · Fernanda Garay | ZDADanielle Scott-Arruda · Tayyiba Haneef-Park · Lindsey Berg · Tamari Miyashiro · Nicole Davis · Jordan Larson · Megan Hodge · Christa Harmotto · Logan Tom · Foluke Akinradewo · Courtney Thompson · Destinee Hooker | JaponskaHitomi Nakamiči · Jošie Takešita · Mai Jamaguči · Erika Araki · Kaori Inoue · Maiko Kano · Juko Sano · Ai Otomo · Risa Šinnabe · Saori Sakoda · Jukiko Ebata · Saori Kimura                            |

### Odbojka na mivki
| Kategorija | Zlato                                          | Srebro                                    | Bron                                       |
| Moški      | Nemčija · Julius Brink · Jonas Reckermann      | Brazilija · Alison Cerutti · Emanuel Rego | Latvija · Martins Plavins · Janis Smedins  |
| Ženske     | ZDA · Misty May-Treanor · Kerri Walsh Jennings | ZDA · Jennifer Kessy · April Ross         | Brazilija · Larissa Franca · Juliana Silva |

## Medalje po državah
| Poz   | Država    | Zlato | Srebro | Bron | Skupaj |
| 1     | Brazilija | 1     | 2      | 1    | 4      |
| 2     | ZDA       | 1     | 2      | 0    | 3      |
| 3     | Rusija    | 1     | 0      | 0    | 1      |
| 3     | Nemčija   | 1     | 0      | 0    | 1      |
| 4     | Italija   | 0     | 0      | 1    | 1      |
| 4     | Japonska  | 0     | 0      | 1    | 1      |
| 4     | Latvija   | 0     | 0      | 1    | 1      |
| Total | Total     | 4     | 4      | 4    | 12     |